# 小行星2935
小行星2935（2935 Naerum）是一颗围绕太阳公转的小行星。1976年10月24日，理察·馬丁·威斯特在拉西拉天文台发现了此天体。
該小行星以丹麥的城市奈魯姆命名。
这颗小行星的绝对星等为136.75903等。